# Youssef Limouri
Youssef Limouri (en arabe : يوسف ليموري), né le 20 février 1999 à Rabat (Maroc), est un footballeur marocain évoluant au poste de défenseur central à la Jeunesse Sportive Soualem.

## Biographie

### En club
Youssef Limouri est formé au FUS de Rabat. Il fait ses débuts en pro sous les couleurs de son club formateur en 2020.

### En sélection
Il honore deux sélections avec l'équipe du Maroc U20 en 2018. Son premier match se déroule le 29 juillet en tant que capitaine contre la Russie U20, un match perdu 4-3 et lors duquel Youssef Limouri va se faire exclure. Son deuxième match a lieu le 1er août contre l'Uruguay U20 et se scelle par une défaite des siens sur le score de 2-1.

## Statistiques
| Saison                | Club                  | Championnat           | Championnat | Championnat | Coupe(s) nationale(s) | Coupe(s) nationale(s) | Total | Total |
| Saison                | Club                  | Division              | M.          | B.          | M.                    | B.                    | M.    | B.    |
| 2019-2020             | FUS Rabat0            | Botola                | 22          | 0           | 0                     | 0                     | 22    | 0     |
| 2020-2021             | FUS Rabat             | Botola                | 25          | 2           | 1                     | 0                     | 26    | 2     |
| Sous-total            | Sous-total            | Sous-total            | 47          | 2           | 1                     | 0                     | 48    | 2     |
| Total sur la carrière | Total sur la carrière | Total sur la carrière | 47          | 2           | 1                     | 0                     | 48    | 2     |